# Mondial du Bâtiment
Le Mondial du Bâtiment (anciennement Salon international de la construction) est un salon professionnel international consacré à la construction, au bâtiment et à l'architecture fondé en 1959, qui se déroule au Parc des expositions de Paris-Nord Villepinte. Le salon du bâtiment regroupe les trois salons Batimat, InterClima et IdéoBain.

## Description
Le salon de l’industrie du bâtiment est organisé par Reed Expositions France, organisateur d’événements professionnels et grand public. En novembre 2004, Dominique Tarrin est nommé directeur du salon Batimat jusqu'en novembre 2010. Pendant tous ces années, le salon se tient tous les deux ans au parc des expositions de porte de Versailles à Paris. Stéphanie Auxenfants lui succède alors, jusqu'en mars 2014 et orchestre le déménagement du salon en 2013 au parc des expositions de Paris-Nord Villepinte ainsi que le rapprochement avec les salons Interclima et Idéobain, organisés également par Reed Expositions France. 
Ce rapprochement s'effectue à la fois au niveau du calendrier et au sein même de Reed Expositions France, avec la constitution de la Division Construction. La réunion de ces trois événements professionnels majeurs crée une manifestation unique en son genre au niveau mondial. Et c'est Guillaume Loizeaud qui à son arrivée en mai 2014 à la tête de la Division Construction décide de lancer, le dénominateur commun de l'ensemble de ces trois événements, le Mondial du bâtiment.

### Batimat
Batimat est le salon destiné à toutes les professions du bâtiment, fabricants et vendeurs de matériaux et de matériels, architectes, promoteurs immobiliers ainsi qu'aux entrepreneurs et aux artisans.
Le salon se répartit en sept principaux pôles :
- gros œuvre ;
- menuiserie et fermeture ;
- matériel de chantier, outillage et équipement ;
- aménagement intérieur ;
- aménagement extérieur ;
- véhicules utilitaires ;
- informatique et nouvelles technologies.

### Interclima
Interclima est le salon du confort et de l'efficacité énergétique qui s'adresse à l’ensemble des marchés du génie climatique, de l’efficacité énergétique et du confort dans :
- les bâtiments résidentiels ;
- les logements collectifs;
- les maisons individuelles ;
- les bâtiments tertiaires ;
- les bâtiments industriels.

### Idéobain
Idéobain est le salon professionnel pour la salle de bains et de l'aménagement intérieur,

## Fréquentation
En 2013, le Mondial du bâtiment a regroupé 2 600 exposants, dont 45 % venaient d'une quarantaine de pays étrangers, 2 000 nouveautés présentées et 350 000 visiteurs venus (dont 19 % de l'étranger).
Le salon a battu son record en 2007 avec 447 738 visiteurs,,,,,,

## Éditions

### 28eédition (2011)
Du 7 au 12 novembre 2011 au Parc des expositions de la porte de Versailles à Paris.

### 29eédition (2013)
Du 4 au 8 novembre 2013 au Parc des expositions Paris-Nord Villepinte.

### 31eédition (2015)
Du 2 au 6 novembre 2013.

### 32eédition (2017)
Du 6 au 10 novembre 2017. Le salon Batimat 2017 a rassemblé 2 400 exposants.

### 33eédition (2019)
Le Mondial du bâtiment se déroule du 4 au 8 novembre 2019 et célèbre ses 60 ans du salon. Près de 2 300 exposants sont installés dans les halls de Villepinte, dont 1 700 pour Batimat (halls 4, 5a, 5b et 6), 381 pour Interclima (hall 1 et 2) et 200 pour IdéoBain (hall 3).